# Recopa Santa Catarina de Futsal
A Recopa Santa Catarina de Futsal é uma competição oficial organizada pela Federação Catarinense de Futebol de Salão. Sua primeira edição ocorreu em 2014.

## Forma de disputa
A Recopa Santa Catarina é mais uma competição gerenciada pela Federação Catarinense de Futebol de Salão. A disputa é disputada em partidas de ida e volta  entre o campeão do Campeonato Catarinense de Futsal e o campeão da Copa Santa Catarina de Futsal.

## Campeões
| Ano           | Final     | Final       | Final                    |
| Ano           | Vencedor  | Placar      | Vice                     |
| ------------- | --------- | ----------- | ------------------------ |
| 2014 Detalhes | Joinville | 6 – 1 0 – 2 | Caça e Tiro/Honolulu/FME |
| 2019 Detalhes | Tubarão   | 7 – 5 8 – 4 | São Francisco            |
| 2020 Detalhes | Joaçaba   | 4 – 2 3 – 5 | São Francisco            |
| 2021 Detalhes | Joinville | 4 – 0 2 – 3 | Joaçaba                  |
| 2022 Detalhes | Jaraguá   | 1 – 0 2 – 2 | São Lourenço             |
| 2023 Detalhes | JEC/Krona | 3 – 0 3 – 1 | Jaraguá                  |
| 2024 Detalhes | JEC/Krona | 0 – 2 8 – 1 | AD Cunha Porã            |

### Por equipe
| Equipe                   | Cidade                | Títulos                     | Vices           |
| ------------------------ | --------------------- | --------------------------- | --------------- |
| Joinville                | Joinville             | 4 (2014, 2021, 2023 e 2024) | 0               |
| Jaraguá                  | Jaraguá do Sul        | 1 (2022)                    | 1 (2023)        |
| Joaçaba                  | Joaçaba               | 1 (2020)                    | 1 (2021)        |
| Tubarão                  | Tubarão               | 1 (2019)                    | 0               |
| São Francisco            | São Francisco do Sul  | 0                           | 2 (2019 e 2020) |
| AD Cunha Porã            | Cunha Porã            | 0                           | 1 (2024)        |
| Caça e Tiro/Honolulu/FME | Lages                 | 0                           | 1 (2017)        |
| São Loureço              | São Lourenço do Oeste | 0                           | 1 (2022)        |

### Por cidade
| #  | Cidade                | Títulos | Vices |
| -- | --------------------- | ------- | ----- |
| 1º | Joinville             | 4       | 0     |
| 2º | Jaraguá do Sul        | 1       | 1     |
| 3º | Joaçaba               | 1       | 1     |
| 4º | Tubarão               | 1       | 0     |
| 5º | São Francisco do Sul  | 0       | 2     |
| 6º | Cunha Porã            | 0       | 1     |
| 7º | Lages                 | 0       | 1     |
| 8º | São Lourenço do Oeste | 0       | 1     |